# Plaça d'Àngel Marquès
La Plaça d'Àngel Marquès, Plaça Vella o Plaça de la Carnisseria, és un espai públic al nucli de Falset (al Priorat) hi destaquen les cases de Can Sans i Ca Tost, que han estat catalogats a l'Inventari del Patrimoni Arquitectònic de Catalunya. El nom de Plaça de la Carnisseria pot venir del fet que era el lloc on eren ajusticiats els condemnats a mort. Al centre de la plaça hi havia una pedra amb uns forats on s'instal·laven les forques o elements de tortura. A la fi del segle xix encara hi va haver tres execucions acusades de pràctiques de bruixeria i assassinat. Es tracta d'un espai públic de dimensions reduïdes i de planta rectangular. Un costat és porxat i l'altre només ho és en part. El conjunt és estilísticament heterogeni presenta porxos amb arcs de mig punt, apuntats i rebaixats. A la part més antiga es troben llindes de fusta en comptes d'arcs. Entre els edificis cal destacar per les seves portes la casa número 5 de l'any 1793, Ca Tost al número 17 i Can Sans al número 18. És la plaça més antiga del poble.

## Can Sans

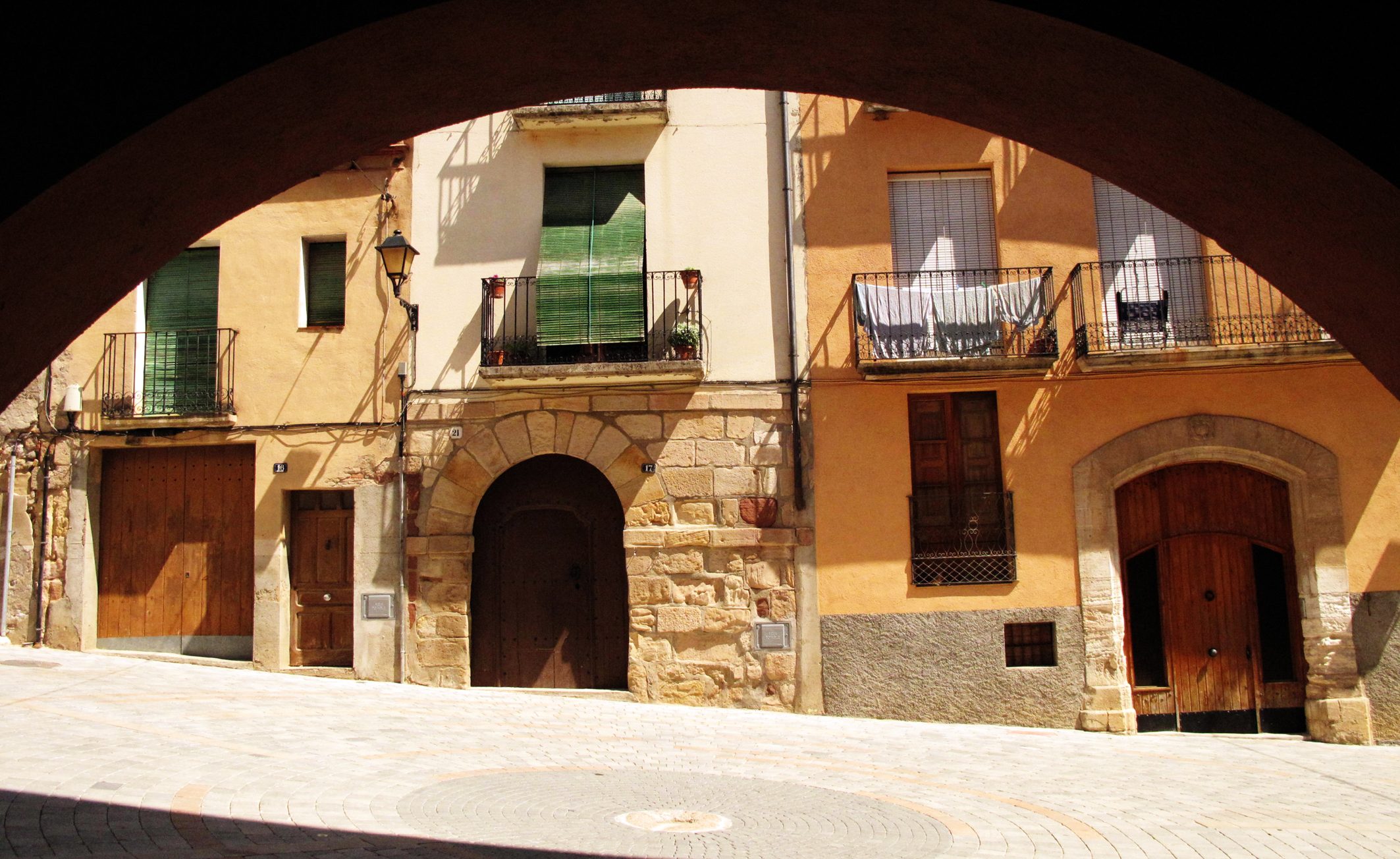
Can Sans a la dreta i Ca Tost al mig

Habitatge entre mitgeres, de planta rectangular, bastit am maçoneria i pintat. Consta de planta, pis i golfes i és cobert per una teulada a dues vessants. A la façana trobem les obertures següents: la porta, de pedra i d'arc rebaixat amb la data 1796, una finestra a la planta baixa, tres balcons al pis i tres finestres a les golfes.

## Ca Tost
Edifici de planta rectangular bastit de carreu la planta baixa i maçoneria arrebossada i pintada la resta. Consta de planta baixa i dos pisos, la coberta és plana. Cal destacar la portalada d'entrada, dovellada amb un fris al nivell d'impostes que recorre la façana.